# Dowód z wiedzą zerową
Dowód z wiedzą zerową – procedura kryptograficzna, w której jedna ze stron potrafi udowodnić drugiej, że dysponuje pewną informacją, bez jej ujawniania.
Właściwości takiej procedury są następujące:
- Jeśli dowodzący dysponuje daną informacją, może zawsze przekonać o tym weryfikującego
- Jeśli dowodzący nie dysponuje daną informacją, może oszukać weryfikującego, że nią dysponuje, z prawdopodobieństwem dowolnie bliskim zera (chociaż nie równym 0)

Dowody takie znajdują zastosowanie w procesach uwierzytelniania, zwłaszcza gdy równocześnie konieczne jest zapewnienie określonego poziomu anonimowości.

## Izomorfizm grafów
Nie znamy żadnego algorytmu wielomianowego, który dla danych dwóch grafów izomorficznych {\displaystyle G_{1}} i {\displaystyle G_{2}} znajduje izomorfizm (czyli przyporządkowania między wierzchołkami jednego a drugiego grafu, tak żeby wszystkie krawędzie łączyły takie same wierzchołki) między nimi. Można to wykorzystać w następujący sposób:
- P twierdzi, że zna izomorfizm między {\displaystyle G_{1}} i {\displaystyle G_{2}}
- V żąda dowodu
- P wysyła graf {\displaystyle H}
- V wysyła liczbę 1 lub 2
- P wysyła izomorfizm między {\displaystyle H} a {\displaystyle G_{1}} lub {\displaystyle G_{2},} zależnie od wybranej przez V liczby
  - Jeśli P zna izomorfizm między {\displaystyle G_{1}} i {\displaystyle G_{2},} generuje {\displaystyle H} przez dowolną zamianę etykietek wierzchołków któregoś z grafów. Następnie z łatwością może wygenerować izomorfizm do jednego lub drugiego grafu.
  - Jeśli P nie zna izomorfizmu między {\displaystyle G_{1}} i {\displaystyle G_{2},} to nie potrafi znaleźć takiego {\displaystyle H,} żeby mógł zbudować izomorfizm zarówno do {\displaystyle G_{1},} jak i {\displaystyle G_{2}} – gdyby znał taki {\displaystyle H} mógłby zbudować izomorfizm między {\displaystyle G_{1}} a {\displaystyle G_{2}.}

Znajomość izomorfizmu między {\displaystyle H} a {\displaystyle G_{1}} lub {\displaystyle G_{2},} jeśli nie zna on drugiego izomorfizmu, nie ułatwia mu w żaden sposób zadania znalezienia izomorfizmu między {\displaystyle G_{1}} a {\displaystyle G_{2}.}